# Лебединское (Никопольский район)
Лебединское (укр. Лебединське) — село,
Криничеватский сельский совет,
Никопольский район,
Днепропетровская область,
Украина.
Код КОАТУУ — 1222982807. Население по переписи 2001 года составляло 290 человек.

## Географическое положение
Село Лебединское находится на расстоянии в 1,5 км от села Охотничье.
По селу протекает пересыхающий ручей с запрудой.